# Lac Mesplet
Lac Mesplet är en sjö i Kanada.   Den ligger i regionen Abitibi-Témiscamingue och provinsen Québec, i den sydöstra delen av landet, 400 km norr om huvudstaden Ottawa. Lac Mesplet ligger 386 meter över havet.
Trakten runt Lac Mesplet är nära nog obefolkad, med mindre än två invånare per kvadratkilometer.